# Verrucifera schwantesii
Verrucifera schwantesii là một loài thực vật có hoa trong họ Phiên hạnh. Loài này được (Dinter ex Schwantes) N.E. Br. miêu tả khoa học đầu tiên năm 1930.